# Jordskælvet i Quetta 1935
Jordskælvet i Quetta 1935 (Engelsk:The 1935 Balochistan Earthquake) (Urdu:بلوچستان زلزلہ) skete den 31. maj 1935 kl 3:02 om natten ved Quetta, Baluchistan, Pakistan, dengang del af Britisk Indien. Jordskælvet havde en størrelse på 7.7 Mw og imellem 30.000 og 60.000 mennesker mistede livet. Dette gør det til et af de dødeligste jordskælv, som har ramt Sydasien.  
De fleste døde i provinshovedstaden Quetta. De første kommunikeer udfærdiget af regeringen talte om totalt 20.000 mennesker begravede under ruinerne, 10.000 overlevende og 4.000 sårede. Byen blev svært beskadiget og forberedt til at blive forseglet for omverdenen under militær bevogtning. Alle landsbyerne mellem Quetta og Kalat var ødelagt, og briterne frygtede, at dødstallet var endnu større i de omliggende byer; det blev senere anslået til ikke engang at være tæt på antallet af omkomne i Quetta.
I de undersøgelser som blev foretaget efter jordskælvet, blev der ikke fundet nogen hævning i forkastningszonerne sydvest for Quetta, men der blev konstateret en 20 cm hævning vest for byen. Overfladedeformationen strakte sig 105 km fra sydsiden af Chiltan bjergkæden og til Kalat, mest i form af  2-20 cm revner i overfladelaget. Det kunne konstateres, at jordoverfladen på den vestlige side af revnerne nær Mastung  havde hævet sig i gennemsnit 80 centimeter og nogle steder flere meter. 
Kommunikationslinjer blev afbrudt, da telegraftrådene fra Kalat og Quetta til Chaman og Jacobabad knækkede, men et radiolink blev etableret med Shimla. Transportruterne blev ikke alvorligt skadet, skønt fem afsnit af Quetta-Nushki jernbanelinjen måtte laves om, da de førte ind i en zone af springvand. Udbredt vandudstrømning blev observeret i dalen nordvest for Quetta. Muddervulkaner blev også rapporteret fra dette sted såvel som fra nær landsbyen Thok i nærheden af Surab. Sidstnævnte muddervulkanudbrud varede ni timer.
I Quetta blev jernbaneområdet fuldstændig ødelagtk og alle husene var jævnet med jorden med undtagelse af Government House, som lå i ruiner. En fjerdedel af kaserneområdet blev ødelagt, og militærudstyr samt Royal Air Force-enheden led svær skade. Det blev rapporteret, at kun 6 ud af 27 flyvemaskiner kunne flyve efter den første rystelse. En regimentsavis for 1. bataljon af Queen's Royal Regiment udstationeret i Quetta skrev i november 1935:
| Citat                               | "Det er ikke muligt at beskrive synet af byen, da jeg første gang så den. Den var fuldstændig jævnet med jorden. Lig lå overalt i den varme sol, og ethvert tilgængeligt køretøj i Quetta blev brugt til transport af de sårede; de forskellig kompagnier fik tildelt områder i byen, hvorfra de skulle fjerne de døde og sårede. Bataljonshovedkvarteret blev oprettet på Residence. Vi var knapt begyndt på arbejdet, før vi fik besked på at afgive halvtreds mand, som senere blev forøget til hundrede, for at etablere grave på kirkegården." | Citat |
| Queens Royal Surreys, november 1935 | |       |

| - Pladegrænser og 'Chappar Rift' - Den Indiske Plade støder ind i den eurasiatiske lige under Baluchistan - Chappar Rift i Baluchistan. Kløfterne i dette landskab er angiveligt forårsaget af jordskælvet i 1935. |

## Efterskælv
Der var flere efterskælv lige indtil oktober samme år. Det største var den 2. juni 1935. Det var på 5,8 Mw og forårsagede yderligere skader i  Mastung, Maguchar og Kalat, men ingen i Quetta.